# Sicameira langi
Sicameira langi är en kräftdjursart. Sicameira langi ingår i släktet Sicameira och familjen Ameiridae. Inga underarter finns listade i Catalogue of Life.